# Alypia ridingsii
Alypia ridingsii là một loài bướm đêm thuộc họ Noctuidae. It is found về phía đông đến miền đông edge của Dãy núi Rocky ở Colorado. Nó cũng được tìm thấy ở Arizona, Utah, khắp California và northward into Oregon, Idaho, Washington, British Columbia và Alaska
Sải cánh dài khoảng 30 mm. Con trưởng thành bay từ tháng 3 đến tháng 5 in California và as cuối as tháng 6 in the more miền bắc và khu vực miền đông of its range.
Ấu trùng ăn Camissonia bistorta, Camissonia californica, Camissonia dentata và Clarkia rhomboidea.